# Inter Media
Inter Media är ett ukrainskt privatägt TV-bolag. Det äger nio TV-kanaler, inklusive landets mest populära kanal Inter. Sedan februari 2013 är det helägt av Dmytro Firtasj.
Februari 2013 bytte bolaget ägare. Den tidigare ägaren Valeryj Chorosjkovskyj, tidigare vice premiärminister i Ukraina, sålde bolaget till Dmitryj Firtasj för motsvarande 2,5 miljarder USA-dollar. Chorosjkovskyj hade två månader tidigare lämnat regeringen, efter politisk oenighet med president Viktor Janykovytj om tillsättandet av premiärminister och hävdade att han under dåvarande omständigheter inte kunde trygga den fortsätta utvecklingen för bolaget. Firtasj ägde sedan tidigare RosUkrEnergo, som tidigare hade monopol på den ukrainska importen av naturgas från Ryssland.

## TV-kanaler
- Inter, grundad 1996. Störst tittarandel med knappt 10 procent (juli 2014). Har (tidigare/2009) bojkottats av dåvarande premiärministern Julia Tymosjenko för sin påstått oetiska nyhetsrapportering.[2]
- Enter-Film, grundad 2001
- Inter+, grundad 2003
- NTN, grundad 2004
- K1, grundad 2005
- K2, grundad 2005
- Mega, grundad 2005. Fram till 2010 en sportkanal under namnet Megasport.
- Piksel, grundad 2012
- Zoom, grundad 2013. Ungdomskanal som uteslutande sänder på ukrainska.

## Källhänvisningar
1. ↑  Krasnolutska, Daryna (2013-02-01): " Ukrainian Magnate Firtash Buys Inter Media for $2.5 Billion". Bloomberg.com. Läst 30 augusti 2014. (engelska)
2. ↑  "Inter TV Channel Denies Businessman Firtash's Being Among Shareholders Of Company". Ukranews.com, 2009-01-23. (engelska)